# 딜런 프랜시스
딜런 하트 프랜시스(Dillon Hart Francis, 1987년 10월 5일 ~ )는 미국의 디스크자키이다.